# Scoparia meyi
Scoparia meyi là một loài bướm đêm trong họ Crambidae.